# Graz Black Widows 2009
Questa voce raccoglie le informazioni riguardanti le Graz Black Widows nelle competizioni ufficiali della stagione 2009.

## Austrian Football Division Ladies 2009

### Stagione regolare
| 5 aprile 2009 1ª giornata | Graz Black Widows | 34 – 58 (8-14 6-14 6-22 14-8) | Vienna Vikings Ladies |  |

| 12 aprile 2009 2ª giornata | Graz Black Widows | 28 – 20 (d.t.s.) (6-0 8-6 6-14 0-0 8-0) | Budapest Wolves Ladies |  |

| 25 aprile 2009 3ª giornata | Lower Austria Titans Ladies | 32 – 38 (0-6 0-6 26-10 6-16) | Graz Black Widows |  |

| 10 maggio 2009 4ª giornata | Budapest Wolves Ladies | 44 – 28 | Graz Black Widows |  |

| 1º giugno 2009 6ª giornata | Graz Black Widows | 46 – 18 | Lower Austria Titans Ladies |  |

| 20 giugno 2009 8ª giornata | Vienna Vikings Ladies | 50 – 20 (8-0 18-6 12-14 12-0) | Graz Black Widows |  |

## Statistiche di squadra
| Competizione      | %Vittorie | In casa | In casa | In casa | In casa | In casa | In casa | In trasferta | In trasferta | In trasferta | In trasferta | In trasferta | In trasferta | Totale | Totale | Totale | Totale | Totale | Totale |
| Competizione      | %Vittorie | G       | V       | N       | P       | Pf      | Ps      | G            | V            | N            | P            | Pf           | Ps           | G      | V      | N      | P      | Pf     | Ps     |
| ----------------- | --------- | ------- | ------- | ------- | ------- | ------- | ------- | ------------ | ------------ | ------------ | ------------ | ------------ | ------------ | ------ | ------ | ------ | ------ | ------ | ------ |
| Stagione regolare | .500      | 3       | 2       | 0       | 1       | 108     | 96      | 3            | 1            | 0            | 2            | 86           | 126          | 6      | 3      | 0      | 3      | 194    | 222    |
| Totale            | .500      | 3       | 2       | 0       | 1       | 108     | 96      | 3            | 1            | 0            | 2            | 86           | 126          | 6      | 3      | 0      | 3      | 194    | 222    |